# Trofeo Santiago Bernabéu 2004

Fue la XXVI edición del Trofeo Santiago Bernabéu, torneo organizado por el Real Madrid y disputado en el Santiago Bernabéu contra Pumas UNAM. El partido se jugó el 31 de agosto de 2004. El partido finalizó 0-1, quedando campeón el equipo mexicano.

## El partido
| 13         | POR        | César                |     |
| 2          | DEF        | Míchel Salgado       | 46' |
| 24         | DEF        | Álvaro Mejía         |     |
| 22         | DEF        | Francisco Pavón      |     |
| 15         | DEF        | Raúl Bravo           | 62' |
| 23         | MED        | David Beckham        | 46' |
| 14         | MED        | Guti                 |     |
| 32         | MED        | Juanfran Torres      | 46' |
| 11         | MED        | Michael Owen         | 46' |
| 21         | DEL        | Santiago Solari      | 70' |
| 8          | DEL        | Fernando Morientes   |     |
| Entrenador | Entrenador | José Antonio Camacho |     |

| 12         | POR        | Sergio Bernal     |     |
| 21         | DEF        | Jaime Lozano      |     |
| 3          | DEF        | Joaquín Beltrán   |     |
| 4          | DEF        | Darío Verón       |     |
| 5          | DEF        | Israel Castro     |     |
| 11         | MED        | José Luis López   | 90' |
| 16         | MED        | Gerardo Galindo   |     |
| 7          | MED        | Leandro Augusto   |     |
| 26         | MED        | Francisco Fonseca |     |
| 9          | DEL        | Joaquín Botero    | 71' |
| 22         | DEL        | Diego Alonso      |     |
| Entrenador | Entrenador | Hugo Sánchez      |     |

| 6  | DEF | Iván Helguera   | 46' |
| 20 | MED | Albert Celades  | 46' |
| 10 | MED | Figo            | 46' |
| 5  | MED | Zinedine Zidane | 46' |
| 42 | DEF | Javi Paredes    | 62' |
| 38 | DEL | Roberto Soldado | 70' |

| 17 | MED | David Toledo     | 71' |
| 35 | MED | Joaquín del Olmo | 90' |

| Anotado | 70' | Israel Castro | 0-1 |

| Amonestado | Israel Castro    |
| Amonestado | Joaquín del Olmo |

| Árbitro             | Losantos Omar     |
| Árbitros asistentes | Bandera de España |
| Árbitros asistentes | Bandera de España |
| Cuarto árbitro      | Bandera de España |

| 13         | POR        | César                |     |
| 2          | DEF        | Míchel Salgado       | 46' |
| 24         | DEF        | Álvaro Mejía         |     |
| 22         | DEF        | Francisco Pavón      |     |
| 15         | DEF        | Raúl Bravo           | 62' |
| 23         | MED        | David Beckham        | 46' |
| 14         | MED        | Guti                 |     |
| 32         | MED        | Juanfran Torres      | 46' |
| 11         | MED        | Michael Owen         | 46' |
| 21         | DEL        | Santiago Solari      | 70' |
| 8          | DEL        | Fernando Morientes   |     |
| Entrenador | Entrenador | José Antonio Camacho |     |

| 12         | POR        | Sergio Bernal     |     |
| 21         | DEF        | Jaime Lozano      |     |
| 3          | DEF        | Joaquín Beltrán   |     |
| 4          | DEF        | Darío Verón       |     |
| 5          | DEF        | Israel Castro     |     |
| 11         | MED        | José Luis López   | 90' |
| 16         | MED        | Gerardo Galindo   |     |
| 7          | MED        | Leandro Augusto   |     |
| 26         | MED        | Francisco Fonseca |     |
| 9          | DEL        | Joaquín Botero    | 71' |
| 22         | DEL        | Diego Alonso      |     |
| Entrenador | Entrenador | Hugo Sánchez      |     |

| 6  | DEF | Iván Helguera   | 46' |
| 20 | MED | Albert Celades  | 46' |
| 10 | MED | Figo            | 46' |
| 5  | MED | Zinedine Zidane | 46' |
| 42 | DEF | Javi Paredes    | 62' |
| 38 | DEL | Roberto Soldado | 70' |

| 17 | MED | David Toledo     | 71' |
| 35 | MED | Joaquín del Olmo | 90' |

| Anotado | 70' | Israel Castro | 0-1 |

| Amonestado | Israel Castro    |
| Amonestado | Joaquín del Olmo |

| Árbitro             | Losantos Omar     |
| Árbitros asistentes | Bandera de España |
| Árbitros asistentes | Bandera de España |
| Cuarto árbitro      | Bandera de España |